# 隅田川続俤
『隅田川続俤』（すみだがわごにちのおもかげ、墨田川続俤とも）とは、歌舞伎の演目で隅田川物のひとつ。四幕七場、奈河七五三助作。天明4年（1784年）5月、大坂角の芝居（藤川菊松座）初演。通称『法界坊』（ほうかいぼう）。また大切の所作事『双面水照月』（ふたおもてみずにてるつき）は独立した舞踊としても上演されることがあり、その際には『双面』（ふたおもて）または『葱売』（しのぶうり）と通称される。

## あらすじ

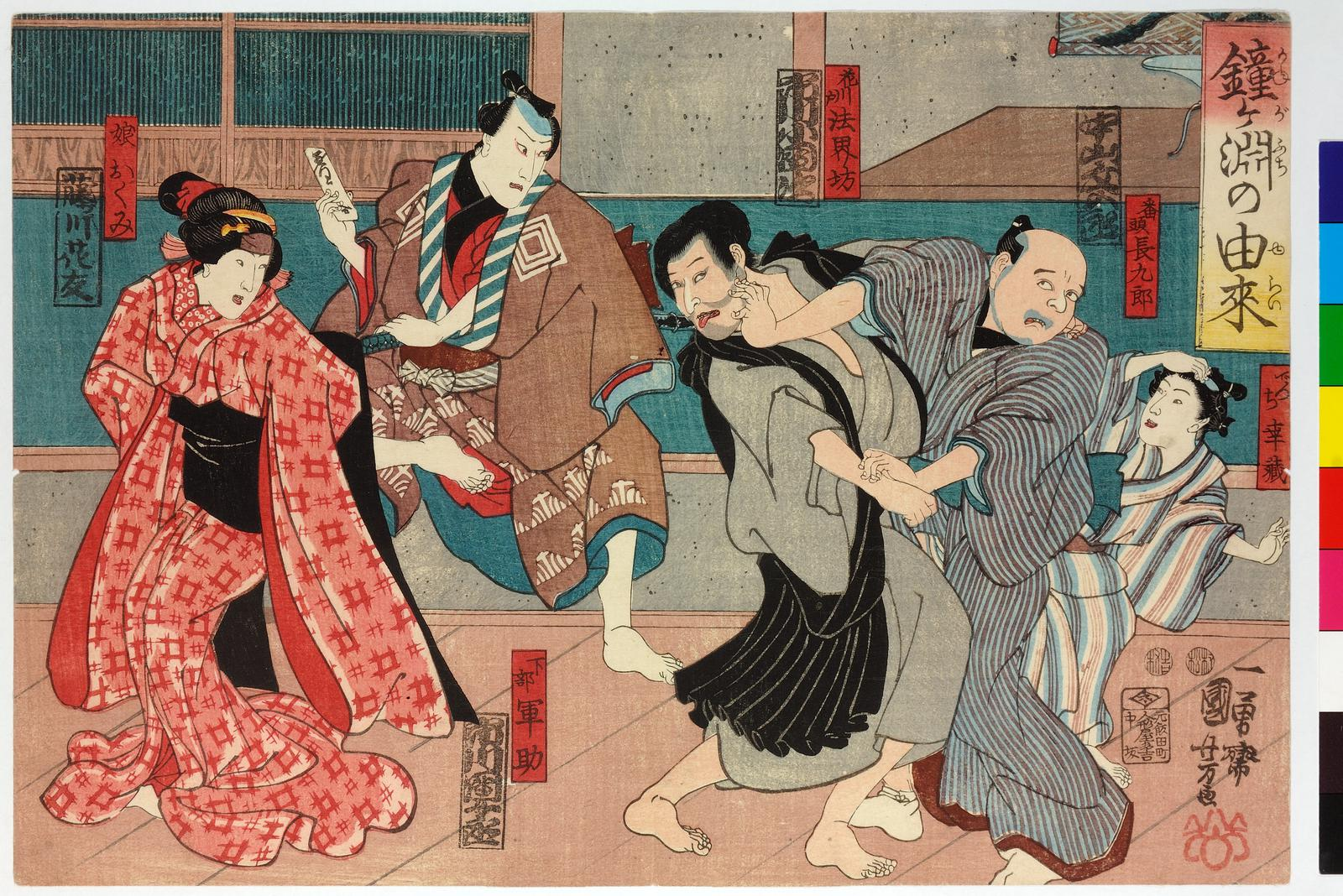
「鐘ヶ淵の由来」　右より二代目中山文五郎の番頭長九郎、四代目市川小團次の花川戸法界坊、八代目市川團十郎の下部軍助、三代目藤川花友の娘おくみ。嘉永元年（1848年）6月、江戸市村座の『怪談隅田川』より。歌川国芳画。

浅草聖天町に住む破戒僧の法界坊は、釣鐘建立の勧進をしながらその浄財で暮らしている。悪人の手先として悪事を働きしかも薄汚い恰好をして好色でみんなから嫌われている。法界坊は永楽屋のお組に横恋慕するが、お組は手代の要助に恋をしている。要助は実は京の武士吉田松若で、紛失した吉田家の重宝「鯉魚の一軸」を探しているが、吉田家を乗っ取った常陸の大掾に追われて手代に身をやつしているのであった。法界坊は褒美ほしさに鯉魚の一軸を奪い恋敵の要助を窮地に陥れるが、道具屋甚三実は吉田家の元家臣甚平に阻まれる。しかし鯉魚の一軸をめぐって要助は思いがけず人を殺してしまう。
一方甚三の女房のおさくは、鯉魚の一軸を要助のために得ようとして騙りまでするが、それを常陸の大掾の家臣浅山主膳に見破られる。しかし実は主膳は、おさくが幼いころに別れた実の兄であった。また甚三は要助とお組を自分の家にかくまっていたが、主膳は甚三とおさくの心根に感じて二人を見逃す。だが執着心の強い法界坊は要助を捕え、お組の父と松若こと要助を慕って尋ねてきた許婚者の野分姫を殺し、お組を手ごめにしようとするも、間一髪かけつけたおさくに殺される。
お組と要助は荵売りに変装して逃れる途中、隅田川の土手で法界坊と野分姫の合体した怨霊にとりつかれ、さらに常陸の大掾の追手に囲まれるが、最後はそこに駆けつけてきた甚三と鯉魚の一軸の威徳に助けられる。

## 解説

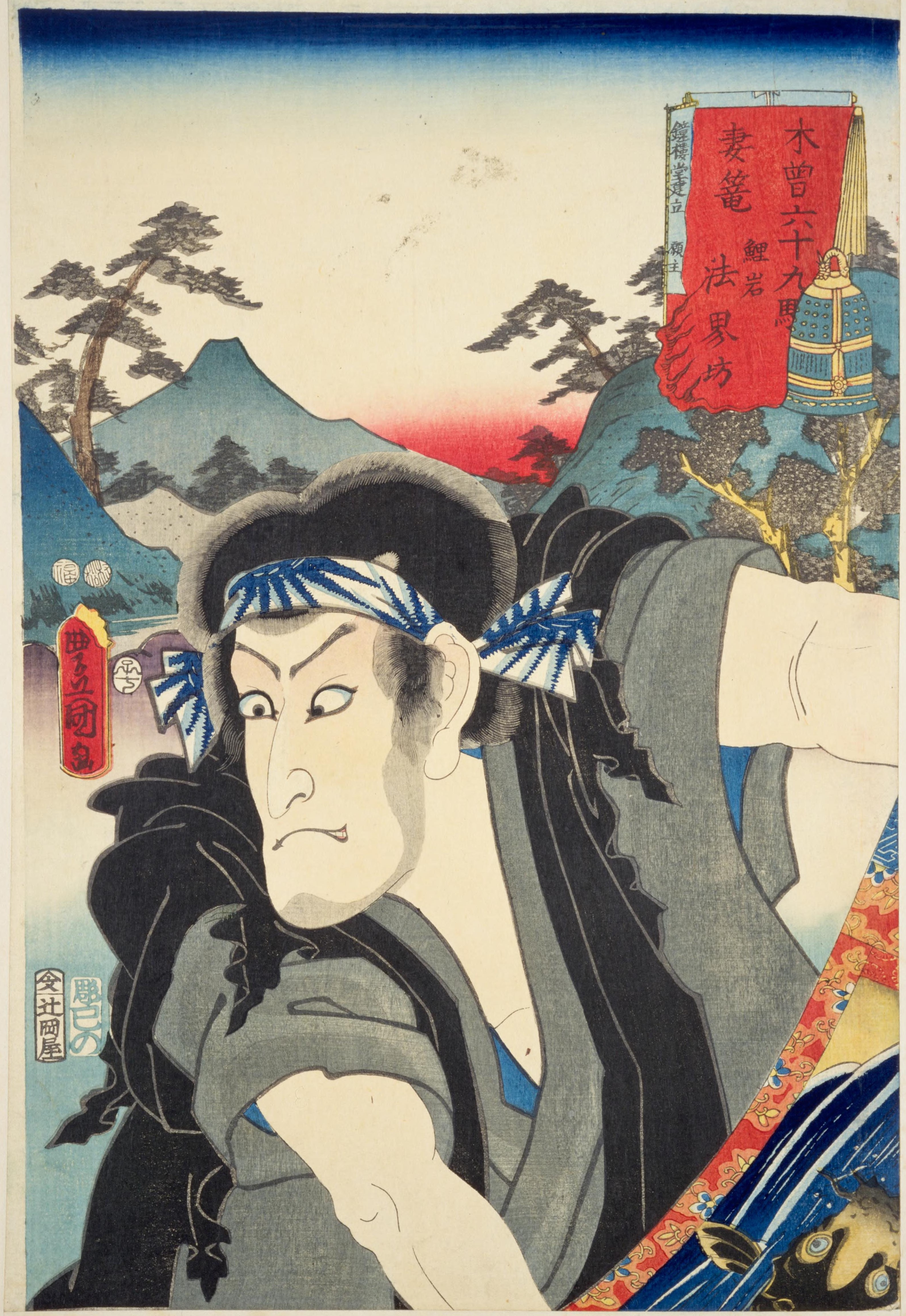
「木曽六十九駅　妻篭鯉岩・法界坊」　三代目歌川豊国画。

歌舞伎のなかでは喜劇味の強い世話物の芝居で、主役法界坊の悪と滑稽さが喜ばれ、人気を博す。極悪人だがどこか憎めない法界坊の演技が眼目である。初代中村吉右衛門や十七代目中村勘三郎の当り役であった。また喜劇俳優の榎本健一による舞台や映画にもなっている。愛嬌と妙を得た即興など役者の諧謔の感性が求められ、その点では初代吉右衛門が最高の出来であった。普段謹厳実直な性格で、舞台でも悲劇的な主人公を良く演じていただけに、ここでは実に楽しそうに演じ、観客を爆笑の渦に巻き込んでいた。
ほかには、十四代目守田勘彌が演じた時はまったく観客受けせず、千秋楽には上演時間が40分も短くなるほど端折ってしまい、「これほどむつかしい役はない」と嘆かせた。十七代目勘三郎は愛嬌の後ろに悪の暗さと哀愁がにじみ出て優れた舞台だった。今日でも最も観客受けするバレエのような珍妙な演技や縄跳びの入れ事は、彼によって工夫された型である。
本作は初代中村仲蔵が『色模様青柳曽我』（いろもようあおやぎそが）で演じた大日坊を再構成した作品で、この仲蔵所演の時に同じ一座にいた四代目市川團蔵が自分もやってみたいと思い、そののち大坂に帰って法界坊と名を変え上演したのがこの『隅田川続俤』であった。
大切の所作事『双面水照月』は、立役の仲蔵が踊りたかった『娘道成寺』が当時まだ女形しか興行で踊ることが許されなかったので、初代河竹新七によって書き下ろされた常磐津浄瑠璃『垣衣恋写絵』（しのぶぐさこいのうつしえ）がもとになっている。
法界坊と野分姫が合体した怨霊は外見はお組そっくりで、醜悪な破戒僧と可憐な女性を踊り分ける巧さが求められる。曲も常磐津と義太夫の掛合いで、重々しい義太夫が法界坊を、優美な常磐津が姫をそれぞれ表現するように巧く分けられている（但し古くは常磐津のみの演奏であった）。ちなみに三代目市川猿之助はこの所作事で、怨霊が現れる時に宙乗りをするという独自の演出を取っているが、猿之助の祖父である初代市川猿翁はそれとはまた違うやり方をしていたようで、舞台上に洞（ほら）のある大きな桜の木の作り物を置き、怨霊が現れる時、その洞の中から法界坊と野分姫の亡霊を田楽返しと見られる手法で交互に見せていたという。

## 初演の時の主な役割
- 法界坊、浅山主膳（二役） - 四代目市川團蔵
- 道具屋甚三 - 二代目藤川八蔵
- おさく - 二代目山下金作
- 野分姫 - 嵐村次郎
- 山崎屋勘十郎 - 二代目中村治郎三
- 永楽屋権左衛門 - 三代目今村七三郎
- 永楽屋手代要助実は吉田松若 - 染松七三郎
- お組 - 初代芳澤いろは